# 愛媛プロレス
愛媛プロレス（えひめプロレス）は、愛媛県を中心に活動しているプロレス団体。

## 概要
愛媛県の特産品、観光名所などをリングネームとした所属選手が多くを占める他に慰問活動、メディア出演などを積極的に行っている。
イベントでの無料興行、有名選手も出場する年4回の有料ビッグマッチを開催している。また、2021年からは不定期で砥部町にある愛媛プロレス道場で道場マッチを有料で開催している。
所属選手は西日本の社会人プロレス団体で全日本プロレス、プロレスリング・ノア、大日本プロレス、DDTプロレスリングなどに参戦している。

## 歴史
2016年
- 1月、代表のキューティエリー（現：キューティエリー・ザ・エヒメ、田中エリナ）が三富政行による協力の下で設立。
- 4月2日、松山市のWstudioREDにて旗揚げ戦を開催。

2019年
- 1月12日、イオンモール宇城で開催されたプロレスフェスに参加。[要出典]

2021年
- 11月20日 - 21日、24時間プロレスに挑み「21時間44分34秒」の記録を樹立し、『最長のレスリングワンマッチ』としてギネス世界記録に認定された[1]。

2025年
- 5月30日、新宿FACEにて団体初の東京大会を開催[2]。

## タイトル
- 四国統一ヘビー級王座
- 四国統一タッグ王座

## 所属選手

### 正規軍
- ライジングHAYATO（全日本プロレス兼任所属）
- 石鎚山太郎
- 凡人パルプ
- 牛神ウシオニ・キング
- イマバリタオル・マスカラス
- 黒潮ちゃんぽん二郎
- ミ・カーン
- KURUSHIMA
- 鬼王丸
- マツヤマ・ウォリアー
- 間取り太郎
- メイプル・グリズリー
- 鶴姫花
- メダツンジャー
- きずなマン
- マダイガーマスク
- キャプテン・バリシップ
- レフト星野
- コマドリBOY
- デカボマン

### 伊予魔神軍
- ジャコ天☆KID
- ダークキスパンマン
- KOSHI
- ブラッディ・オレンジ
- カラ・マンダリン
- "Cock Robin"the PSYCHO（フリー）
- 土屋クレイジー（エゴイストプロレス）
- 怨霊（暗黒プロレス組織666）

マネージャー
- 大向美智子（エゴイストプロレス）

## スタッフ
レフェリー
- 坊っちゃん高橋

リングアナウンサー
- 小林紘子[注 1]
- 秋山ちなみ[注 2]
- 田中優香

マネージャー
- マナティ

ディーヴァ
- キューティエリー・ザ・エヒメ

## 歴代所属選手
- 三富政行
- 松野MOMO☆レンジャー[3]
- しゃあ（現 : 豊田紗也夏）[4]